# День независимости Республики Беларусь
«День Незави́симости Респу́блики Белару́сь» (бел. Дзень Незалежнасці Рэспублікі Беларусь), или «День Республики» (бел. Дзень Рэспублікі) — главный праздник белорусской государственности. Отмечается ежегодно 3 июля, в день освобождения Красной армией города Минска от германской оккупации (3 июля 1944 года) во время Великой Отечественной войны (1941—1945).

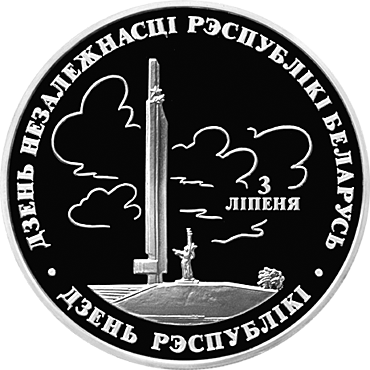
Памятная монета НБРБ «День Независимости Республики Беларусь (День Республики) 3 июля»
(3 июля 1997 года).

## История
С 1991 года День независимости отмечался ежегодно 27 июля, в день принятия Декларации о государственном суверенитете Белорусской ССР от 27 июля 1990 года. После августовского путча 1991 года в Советском Союзе, 25 августа 1991 год Верховный Совет Белорусской ССР придал декларации о суверенитете республики статус конституционного закона. В этот день также было принято постановление «Об обеспечении политической и экономической самостоятельности Белорусской ССР», в котором объявлялась политическая и экономическая независимость республики. 10 декабря 1991 года Верховным Советом Белоруссии было ратифицировано Беловежское соглашение, заявлявшее о прекращении существования СССР. 25 декабря 1991 года Советский Союз прекратил своё существование.
Первый официальный военный парад в честь Дня независимости Республики Беларусь состоялся 27 июля 1994 года.
Решение о праздновании Дня независимости Республики Беларусь ежегодно 3 июля, в день освобождения столицы Беларуси города Минска от немецко-фашистских захватчиков (3 июля 1944 года) в Великой Отечественной войне, было принято на республиканском референдуме 24 ноября 1996 года, и пункта 18 статьи 84 Конституции Республики Беларусь. Праздник установлен Декретом президента Республики Беларусь от 11 декабря 1996 года № 1 «Об установлении государственного праздника — Дня Независимости Республики Беларусь». Таким образом, Беларусь является единственной из бывших советских республик, чей день независимости не привязан к отделению от СССР или Российской империи.
День независимости Республики Беларусь является нерабочим днём. Накануне праздника проходят официальные мероприятия — торжественные собрания, церемонии награждения, приёмы с участием представителей власти и иностранных граждан. Главное мероприятие Дня независимости — торжественный военный парад с театральным представлением на проспекте Победителей в районе стелы «Минск — город-герой» (кроме 1999, 2000, 2005, 2010, 2015, 2020—2023 годов). Ранее парад проходил на проспекте Независимости. После окончания официальной части праздника начинаются светские мероприятия: ярмарки, спортивные и культурные фестивали, общественные акции (например, День вышиванки). Вечером в Минске устраивается праздничный концерт с салютом, во всех городах проходят торжественные мероприятия с участием местных и республиканских коллективов.
С особенной торжественностью День независимости в Белоруссии праздновался в 2004, 2009, 2014, 2019, 2024 годах. Поводом стали юбилейные даты — 60, 65, 70, 75 и 80 лет со дня освобождения Белоруссии от немецкой оккупации.
Начиная с 2020 года, парады в честь праздника было решено проводить в юбилейные годы. Вместо парада проводятся иные мероприятия с участием Президента Республики Беларусь и государственных, общественных деятелей (например, возложение цветов на Кургане Славы).
В День независимости проходят Дни городов в Дзержинске, Борисове, Клецке, Рогачёве, Копыле, Березино, Сенно, Городке, Вилейке, Логойске, Жодино, Воложине.

### Происшествия в дни празднования
- В ночь с 3 на 4 июля 2008 года возле стелы «Минск — город-герой» произошёл взрыв. В результате взрыва за медицинской помощью обратились более 54 человек, 47 человек госпитализировано
- 3 июля 2019 года во время салюта, посвящённого Дню независимости, произошло чрезвычайное происшествие, получившее название «Кровавый салют». Согласно сообщениям СМИ, известно о 10 пострадавших. Одна женщина погибла. Следователи установили, что в процессе заряжания салютных установок представители предприятия-поставщика нарушили порядок работы с фейерверочными изделиями.

## В топонимике
Именем 3 Июля названы улицы в Могилёве, Островце, Дрогичине, Глубоком, Беличанах, Дятловичах и Больших Чучевичах.
В честь независимости названы многие объекты по всей Республике Беларусь. Самыми известными из них являются площадь Независимости — главная площадь Минска, а также проспект Независимости — главная транспортная артерия белорусской столицы.